# Quergelesen
quergelesen war ein Kinder- und Jugendliteraturmagazin, das auf dem Fernsehsender KiKA lief, produziert vom rbb.
Von 2004 bis 2015 wurden einmal monatlich in der etwa 15-minütigen Sendung kinder- und jugendliterarische Neuerscheinungen sowie thematische Schwerpunkte behandelt. Die Bücher wurden durch Studiomoderationen, szenische Einspieler oder von Kindern und Jugendlichen vorgestellt. Von 2003 bis 2006 moderierte die Schauspielerin Josefine Preuß das Magazin, von 2007 bis 2015 Marc Langebeck.
2008 wurde die Sendung für den Adolf-Grimme-Preis nominiert. Die Arbeitsgemeinschaft von Jugendbuchverlagen zeichnete die Sendung auf der Leipziger Buchmesse 2012 mit dem ersten “avj medienpreis” aus.
Am 7. Juni 2015 wurde die Sendung zum letzten Mal ausgestrahlt. Im September 2015 startete als neues Format das Medienmagazin Timster.